# Nazionale maschile di pallacanestro della Repubblica Democratica del Congo
La nazionale di pallacanestro della Repubblica Democratica del Congo è la rappresentativa cestistica della Repubblica Democratica del Congo ed è posta sotto l'egida della Basketball Federation of Democratic Republic of Congo.

## Piazzamenti

### Campionati africani
- 1968 - 9°
- 1974 - 6°
- 1975 - 4°
- 1980 - 6°
- 1995 - 9°

- 2007 - 15°
- 2017 - 6°
- 2021 - 13°

### AfroCan
- 2019 -  1°

## Formazioni

### Campionati africani
Campionato africano maschile di pallacanestro 19954 Mobangu, 5 Ishibangu, 6 Egbongo, 7 Kalilou, 8 Kalengalyi, 9 Manzangi, 10 Basiki, 11 Maloba, 12 Tango, 13 Liftu, 14 Kadima, 15 Musengo,        All. -
Campionato africano maschile di pallacanestro 20074 Lokanga, 5 Tshimbanga, 6 Isasi Ndelo, 7 Mali, 8 Yele, 9 Mutombo, 10 Lukusa, 11 Kizubanata, 12 Eyenga, 13 Mabilama Samuna, 14 Kadima, 15 Selengue,        All. Jacques Beya
Campionato africano maschile di pallacanestro 20174 Kabongo, 5 Buzangu, 6 Lufile, 7 Munanga, 8 Chiza, 9 Shonganya, 10 Mohamed, 11 Kambuy, 12 Mutombo, 13 Kibi, 14 Kabasele, 15 Fula,        All. Papy Kiembe
Campionato africano maschile di pallacanestro 20215 Pwono, 6 Lufile, 7 Munanga, 10 H. Sakho, 13 Mutomb, 15 Fula, 18 J. Sakho, 22 Munsi, 23 Mwamba, 32 Kibi, 34 Kande, 35 Ntambwe,        All. Mathias Eckhoff
Campionato africano maschile di pallacanestro 20251 Jordan, 7 Munanga, 11 Nyembo, 15 Fula, 18 Sakho, 20 Mushila, 21 Shonganya, 24 Lutete, 31 Eyenga, 33 Miteo, 34 Kande, 55 Kapongo,        All. Michel Perrin

### AfroCan
FIBA AfroCan 20194 Kalama, 5 Ramazani, 6 Kibi, 7 Munanga, 8 Sakho, 9 Shonganya, 10 Mokiango, 11 Banza, 12 Isungu, 13 Mutomb, 14 Kambui, 15 Fula,        All. Charly Buzangu Kashala
FIBA AfroCan 20230 Mwana Mwamba, 1 Aganze, 5 Akim, 7 Kasongo, 8 Kazunguzibwa, 11 Kambui, 15 Fula, 20 Ikamba, 34 Kande, 55 Kapongo, 64 Mutomb, 99 Shonganya,        All. Muamba Ilunga

## Nazionali giovanili
- Nazionale Under-18
- Nazionale Under-16